# Hrabstwo Dent
Hrabstwo Dent (ang. Dent County) – hrabstwo w stanie Missouri w Stanach Zjednoczonych. Obszar całkowity hrabstwa obejmuje powierzchnię 754,51 mil2 (1 954,18 km²). Według danych z 2010 r. hrabstwo miało 15 657 mieszkańców. Hrabstwo powstało 10 lutego 1851 roku i nosi imię Lewisa Denta - pioniera i osadnika, który przybył z Wirginii w 1835 roku.

## Sąsiednie hrabstwa
- Hrabstwo Crawford (północ)
- Hrabstwo Iron (północny wschód)
- Hrabstwo Reynolds (południowy wschód)
- Hrabstwo Shannon (południe)
- Hrabstwo Texas (południowy zachód)
- Hrabstwo Phelps (północny zachód)

## Miasta
- Bunker
- Salem